# Фоминская (Коношский район)
Фоминская  — деревня в Коношском районе Архангельской области в 21 км севернее Коноши. Входит в состав сельского поселения МО «Вохтомское» с центром в посёлке Фоминский. У села проходит Северная железная дорога с одноименной станцией Фоминская.

## География
Через село протекает река Вохтомица (приток Волошки). У деревни существует множество родников. Некоторые ключи местные жители облагородили и сформировали традицию с посещением их новобрачными.

## История
Основное население в XX веке занималось хлебопашеством, льноводством, маслоделием. На станции Фоминская работал лесопильный завод. Жителей деревни Фоминская называли «Завондышска штиница».

## Население
Численность населения деревни, по данным Всероссийской переписи населения 2010 года, составляла 25 человек.